# Loewinella virescens
Loewinella virescens är en tvåvingeart som först beskrevs av Friedrich Hermann Loew 1871.  Loewinella virescens ingår i släktet Loewinella och familjen rovflugor. Inga underarter finns listade i Catalogue of Life.